# Rue des Jardins-Saint-Paul
Rue des Jardins-Saint-Paul är en gata i Quartier Saint-Gervais i Paris 4:e arrondissement. Rue des Jardins-Saint-Paul börjar vid Quai des Célestins 22 och slutar vid Rue Charlemagne 7. Gatan har fått sitt namn av de trädgårdar (jardins) som var belägna i närheten av Paris stadsmurar.

## Omgivningar
- Saint-Paul-Saint-Louis
- Terrain de sport des jardins Saint-Paul
- Jardin Roger-Priou-Valjean
- Jardin de l'Hôtel de Sens

## Kommunikationer
- Tunnelbana – linje  – Saint-Paul
- Tunnelbana – linje  – Pont Marie
- Tunnelbana – linje  – Sully – Morland

### Webbkällor
- ”Rue des Jardins Saint-Paul”. Mairie de Paris. http://www.v2asp.paris.fr/commun/v2asp/v2/nomenclature_voies/Voieactu/4744.nom.htm. Läst 8 december 2017.